# 香花茶
香花茶（学名：Camellia sinensis var. waldensae）是山茶科山茶属茶树的变种。分布于中国大陆的广东、广西等地。